# Soothe
Soothe è un Ep della band norvegese Motorpsycho pubblicato nel 1992.

## Tracce
1. Lighthouse Girl – 9:20
2. Sister Confusion – 5:52
3. The Wait – 6:41
4. Step Inside – 7:07
5. ... We All Float Down Here... – 1:08
6. California Dreamin' – 4:45

## Formazione
- Bent Saether / voce, basso, chitarra, percussioni, piano
- Hans Magnus Ryan / chitarre, piano, taurus
- Haakon Gebhardt / batteria, percussioni

e con:
- Lars Lien / voci nella traccia 6